# Barberaz
Barberaz är en kommun i departementet Savoie i regionen Auvergne-Rhône-Alpes i sydöstra Frankrike. Kommunen ligger i kantonen La Ravoire som tillhör arrondissementet Chambéry. År 2022 hade Barberaz 5 246 invånare.

## Befolkningsutveckling
Antalet invånare i kommunen Barberaz
| Referens: INSEE |